# Stadtkirche St. Johann (Kronberg im Taunus)

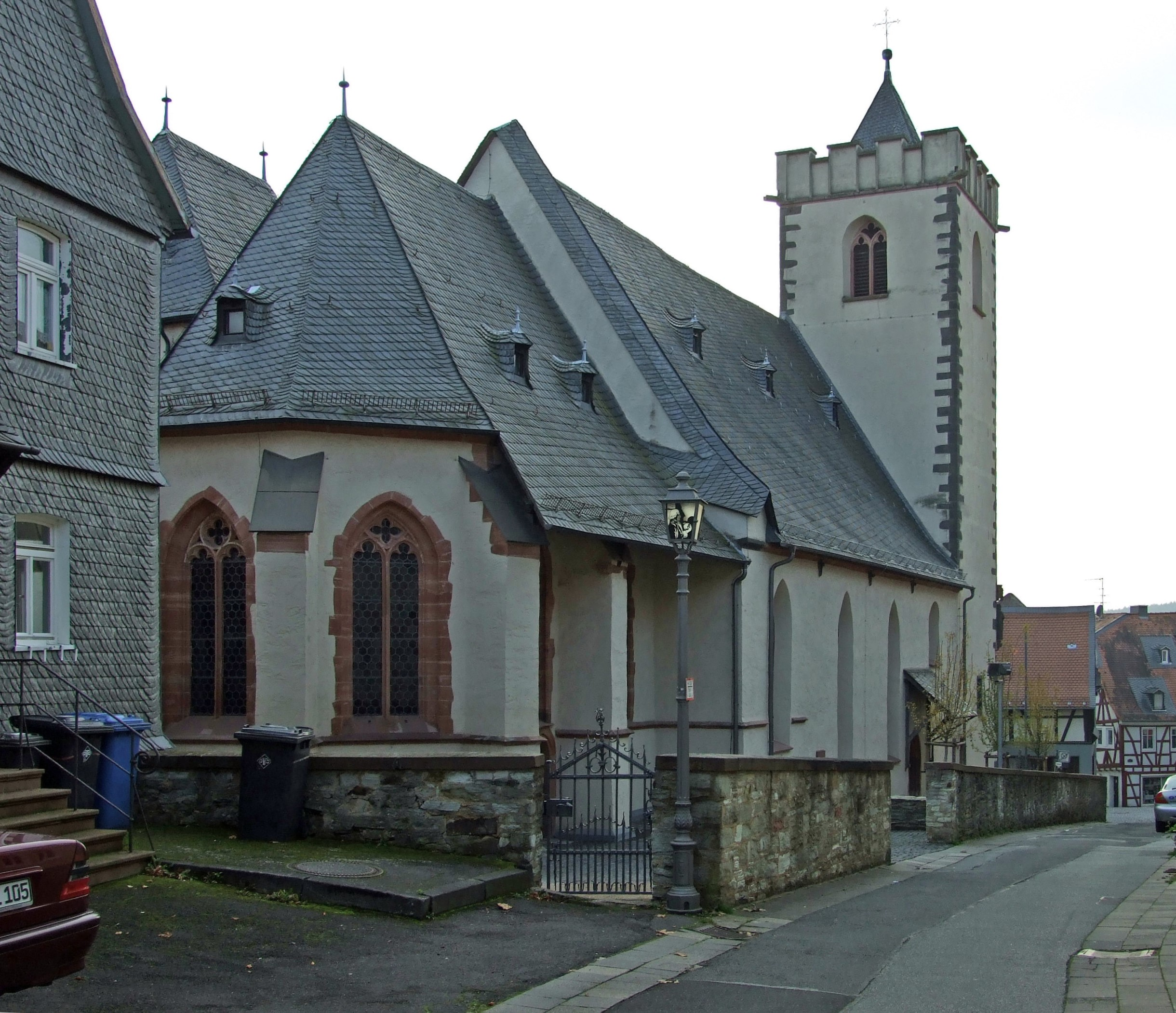
Stadtkirche in Kronberg

Die Stadtkirche St. Johann ist ein evangelisches Gotteshaus der hessischen Stadt Kronberg im Taunus aus dem Jahr 1440.

## Beschreibung
Die erste Erwähnung der Johanniskirche findet sich in einer Urkunde vom 30. Juli 1355, die besagt, dass Erzbischof Gerlach von Mainz einen Altar weihte zu Ehren des Heiligen Johannes des Evangelisten und der Maria Magdalena in der neuen Kirche, die unterhalb der Burg von Cronenberg liegt (in nova capella sita infra oppidum Cronenberg). Bauherren waren die Vettern Frank VIII. und Ulrich II. von Cronberg. Der Chor ist der Rest des Baues nach dem großen Stadtbrand des Jahres 1437. Bald danach (1440–1450) ließ Frank XII. (der Reiche) das Langhaus und den Turm errichten. Bei dessen Bau kam es zu Streitigkeiten mit dem Baumeister Stephan Steynmetzen (Steffan von Irlebach), zu dessen Schlichtung Frank XII. am 31. Juli 1443 vom Rat der Stadt Frankfurt zwei Steinmetze aus der Dombauhütte als Sachverständige und Schiedsrichter erbat, um „zu vermitteln und zu sagen, ob sie uns wegen solchen Schäden und Fehlern gütlich einigen können.“ Aus diesem Schreiben geht eindeutig hervor, dass der Glockenturm nicht zur Stadtbefestigung von 1330 gehörte. Als ersten Pfarrer in der „neuen“ Kirche setzte Frank XII. 1443 Michael Swertmann von Herbstein ein.
Das Innere der Kirche ist vom vollständig ausgemalten Langhaus (Innenmaße 20,40 × 10,75 m) und dem hellen Chor (Innenmaße 9,35 × 6,60 m) geprägt. Mehrere Generationen haben daran gewirkt.

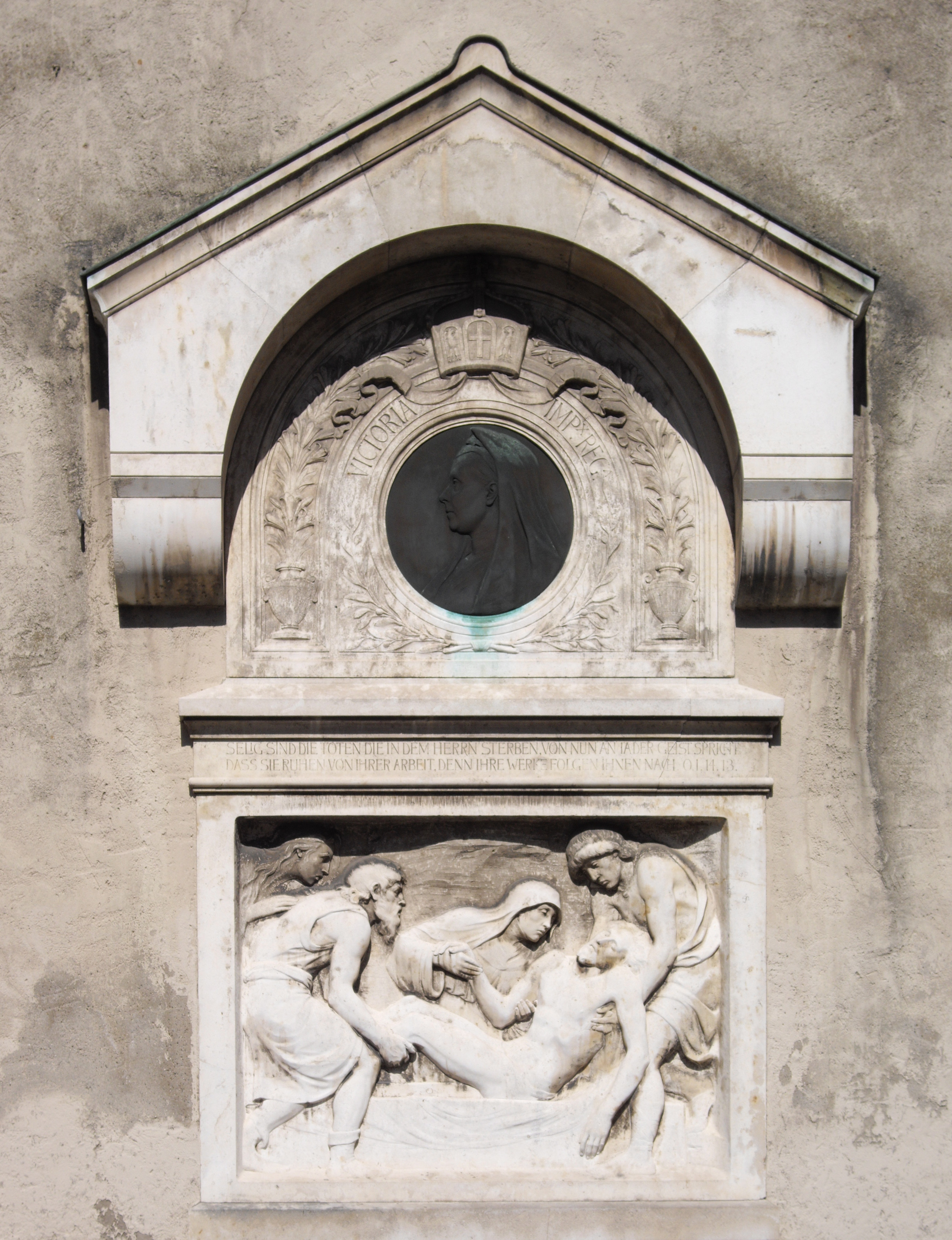
Relief mit Grablegung Christi und Bildnis der Kaiserin Friedrich an der südwestlichen Außenseite des Kirchturmes von St. Johann

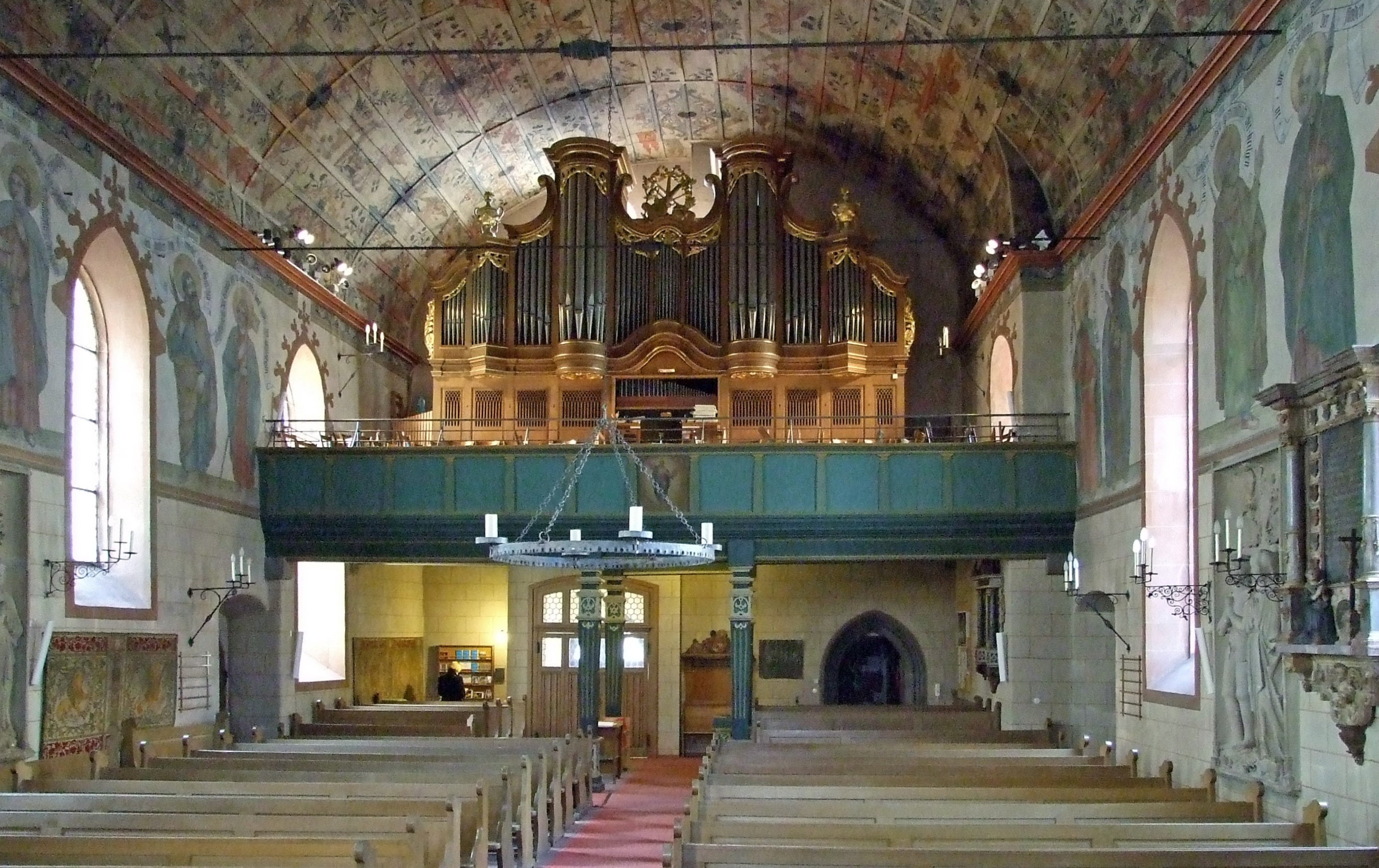
Stadtkirche in Kronberg

Die farbige Deckenmalerei des Holztonnengewölbes im Langhaus von Johann Friedrich Spangenberg stammt aus dem Jahr 1617: Zwischen symmetrischen Renaissance-Ornamenten spielen und musizieren Putten, die auch Waffen und Fähnchen mit den Emblemen des Kronberger Wappens schwingen.
Über dem Zugang zum Chor ist eine große Wandmalerei der Darstellung des jüngsten Gerichts gewidmet. Eindrucksvoll sind auch die zahlreichen Grabmäler der Cronberger und Reifenberger Ritter mit ihren Frauen. Im Chor rechts befindet sich ein Epitaph aus dem frühen 16. Jahrhundert von Hans Backoffen. Es stellt den knienden Walter von Reifenberg dar, vor ihm der Helm mit den als Helmzier ungewöhnlichen Eselsohren. Ebenfalls im Chor in einem Schrein sieht man die seltene Darstellung des Marientodes.
1898 ließ Victoria (Kaiserin Friedrich), die Witwe des deutschen Kaisers Friedrich III. die Kirche vollständig restaurieren und mit der großen Darstellung der zwölf Apostel die letzten Wandmalereien ausführen. Die letzte Renovierung fand in den Jahren 1965–1967 statt.

## Glocken

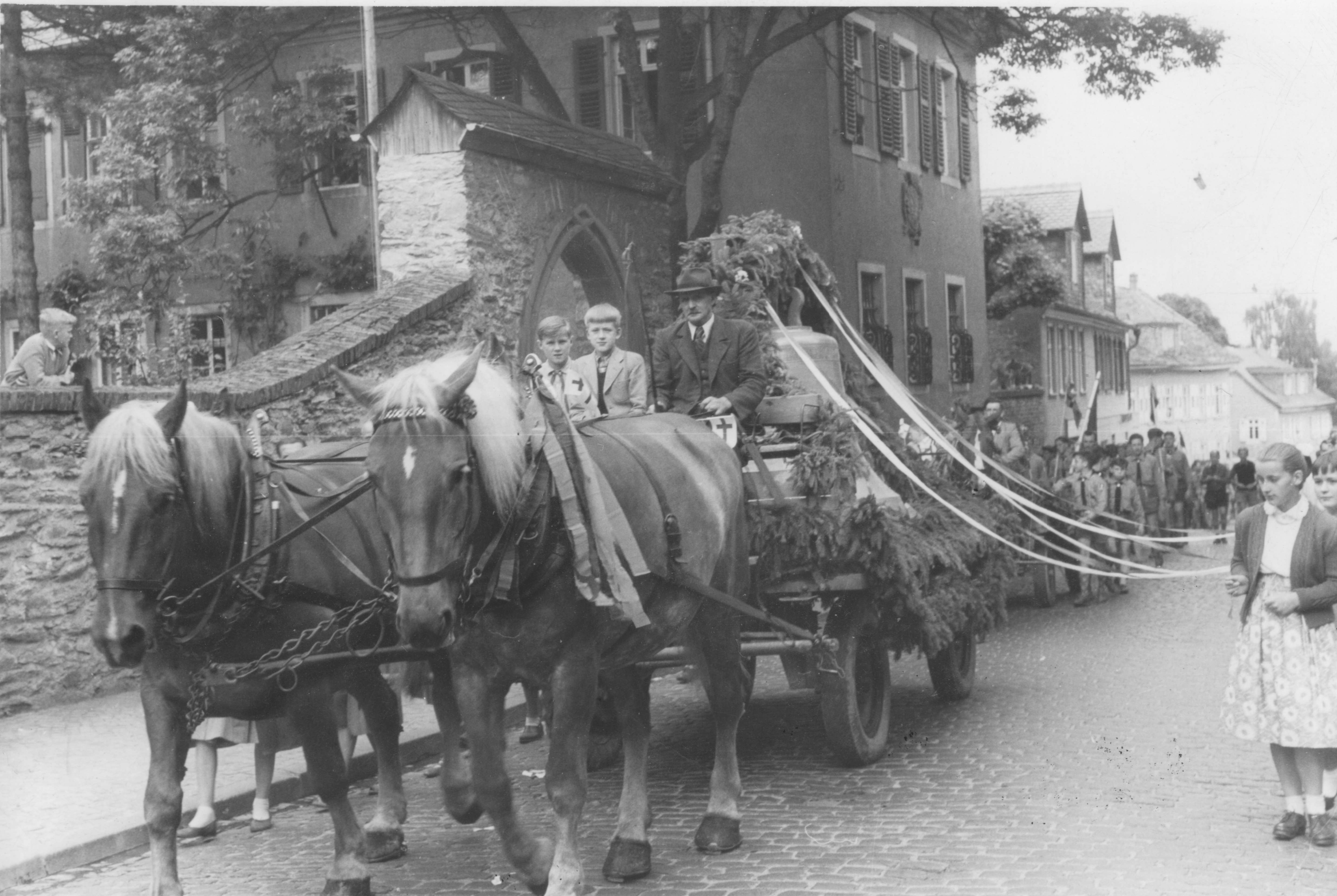
Anlieferung der neuen Glocken für die Stadtkirche Kronberg im Taunus 1956

Zwei der vier heutigen Glocken stammen aus dem Jahr 1466. Sie haben die Schlagtöne f1 und as1 und tragen beide die Inschrift: Maria gotes celle hab in hut was ich überschel. Im Zweiten Weltkrieg wurden die beiden großen Glocken, darunter die Bürgerglocke von 1466, beschlagnahmt. Letztere wurde 1947 auf dem Hamburger Glockenfriedhof wiedergefunden und nach Kronberg zurückgebracht. Im Jahr 1956 wurde das Geläut durch zwei neue Glocken des1 und b1 (gegossen bei der Glockengießerei Rincker in Sinn) wieder zum Wachet-auf-Motiv vervollständigt.

## Ausstattung
Chor
- Marienaltar (ca. 1440–1450) mit Stifterpaar Frank XII. von Cronberg und Katharina von Ysenburg (letzter erhaltener Altar von fünf noch 1550 erwähnten Altären, die beiden Stifterfiguren wurden 1967 gestohlen und gelten als verschollen)[4]
- Grabplatte Walter von Reifenberg d. J. († 1517)
- Denkmal Anna von Cronberg († 1549)
- Sakramentsnische (1355)
- Grabplatte Casimir Heinrich Philip von Bettendorf (Ende 16. Jh.)
- Kruzifix (Beginn 17. Jh.)
- Sakramentsnische, Stiftung des Hermann von Cronberg († 1625) und Anna Sidonie Brömser († 1619)
- Chorgestühl (15. Jh.) mit Wappen des Hermann von Cronberg († 1625), seiner ersten Frau Anna Sidonie Brömser († 1619) und seiner zweiten Frau Magdalena Spiring von Körf († 1623), Wangen und Schnitzereien wurden Ende des 19. Jh. hinzugekauft, das Chorgestühl als „Herrschaftsstuhl“ für Kaiserin Friedrich „reserviert“

Langhaus
- Kanzel (Anfang 17. Jh.)
- Denkmal Philipp IV. von Cronberg († 1477) und Anna von Handschuhsheim
- Grabstein Johann (Hans) VI. von Cronberg († 1488) und Katharina von Reifenberg
- Grabdenkmal Philipp VI. von Cronberg († 1510) und Katharina von Bach-Bintzburg († 1525)
- Grabdenkmal Walter von Reifenberg († 1506) und Kunigunde von Hattstein
- Grabstein Walter von Reifenberg († 1470) und Katharina von Crüftel
- Taufstein (Ende 15. Jh.)
- Holzskulptur Johannes der Täufer (ca. 1700)
- Marmorepitaph für Anna Sidonie von Cronberg, geborene Brömser von Rüdesheim († 1619), wahrscheinlich von dem Mainzer Bildhauer Nikolaus Dickhart
- Italienisches Terrakottarelief Christus im Grabe (gestiftet von Kaiserin Friedrich)
- Dreifaltigkeitsepitaph gestiftet 1618 von Leonhard Dietterich und seiner Frau Margareth Eisenbach
- Epitaph Darbringung im Tempel gestiftet 1624 dem Andenken an Leonhard Dietterich (Schulmeister und Schultheiß)
- Ofenplatte Ölwunder des Propheten Elisa (16. Jh.) von Philipp Soldan von Frankenberg († 1569)

Außen
- Grabstein Fridrich Sturm († 1792), „Königl. Preuß. Seconde Lieutenant“
- Epitaph für Anthonius Hersch und Margareta Fuchs (17. Jh.)
- Fragment eines Epitaphs für Johann Eberhard von Cronberg († 1617, der Letzte des Flügelstamms) und Anna Riedesel von Eysenbach
- Marmorepitaph für Kaiserin Friedrich von Adolf von Hildebrand (1903), siehe Foto

## Orgel
Die Stadtkirche erhielt im Jahr 1802 eine Orgel von Franz und Philipp Stumm. Das Instrument verfügte über 27 Register, die auf zwei Manuale und Pedal verteilt waren. 1845 spielte Felix Mendelssohn Bartholdy auf der Kronberger Orgel. Die Firma E. F. Walcker & Cie. (Ludwigsburg) baute 1897 ein neues Werk mit 21 Registern ein, dessen zweites Manual 1956 von Förster & Nicolaus Orgelbau (Lich) zum Oberwerk umgebaut wurde. Die heutige Orgel schufen die Gebr. Hillebrand, Hannover, im alten Gehäuse. Sie verfügt über 32 Register auf drei Manualen und Pedal mit folgender Disposition.
| I Hauptwerk C–g3 |     |
| Quintatön        | 16′ |
| Principal        | 8′  |
| Gedackt          | 8′  |
| Octave           | 4′  |
| Gedacktflöte     | 4′  |
| Quinte           | 3′  |
| Octave           | 2′  |
| Waldflöte        | 2′  |
| Mixtur V–VI      |     |
| Trompete         | 8′  |

| II Brustwerk C–g3 |       |
| Gedeckt           | 8′    |
| Rohrflöte         | 4′    |
| Principal         | 2′    |
| Quinte            | 1 ⁄3′ |
| Scharf III        |       |
| Krummhorn         | 8′    |
| Tremulant         |       |

| III Oberwerk schwellbar C–g3 |    |
| Gedackt                      | 8′ |
| Quintatön                    | 8′ |
| Principal                    | 4′ |
| Spielflöte                   | 4′ |
| Gemshorn                     | 2′ |
| Sifflöte                     | 1′ |
| Sesquialtera II              |    |
| Zimbel III                   |    |
| Schalmey                     | 8′ |
| Tremulant                    |    |

| Pedal C–f1    |     |
| Subbass       | 16′ |
| Oktave        | 8′  |
| Gedacktpommer | 8′  |
| Oktave        | 4′  |
| Mixtur IV     |     |
| Posaune       | 16′ |
| Trompete      | 4′  |

- Koppeln: Normalkoppeln
- Spielhilfen: 3 freie Kombinationen, 1 Pedalkombination